# Brandon Maïsano
Brandon Maïsano (Cannes, 24 giugno 1993) è un ex pilota automobilistico francese.

## Carriera
Maïsano iniziò a correre in kart nel 2004 e vinse il campionato francese e la Monaco Kart Cup nella categoria KF3 nel 2008. L'anno successivo, nel 2009, vinse il Trofeo Andrea Margutti e la South Garda Winter Cup alla guida di un kart ufficiale del team Intrepid.
Per il 2010 fu selezionato dalla Ferrari per entrare nel Ferrari Driver Academy e nello stesso anno partecipò al nuovo campionato di Formula Abarth con BVM Racing, dove, sponsorizzato dai kart Intrepid, vinse il titolo.
Passò nel 2011 alla Formula 3 italiana, sempre con i colori della BVM Racing e nel 2012 arrivò 3º alla guida di una vettura della Prema Powerteam.
Nel 2013, uscito dai programmi Ferrari, passò agli Open di Formula 3.
Nel 2014 prese parte alla Formula 4 italiana, nuovamente con la Prema.

## Risultati

### Sommario
| Anno | Serie                | Team                | Gare | Vittorie | Pole | Gpv | Podi | Punti | Pos. |
| ---- | -------------------- | ------------------- | ---- | -------- | ---- | --- | ---- | ----- | ---- |
| 2010 | Formula Abarth       | BVM – Target Racing | 14   | 4        | 2    | 3   | 7    | 128   | 1º   |
| 2011 | Formula 3 italiana   | BVM – Target Racing | 16   | 2        | 1    | 2   | 6    | 116   | 4º   |
| 2012 | Formula 3 italiana   | Prema Powerteam     | 24   | 3        | 2    | 3   | 14   | 229   | 3º   |
| 2013 | Open di Formula 3    | DAV Racing          | 16   | 0        | 0    | 0   | 0    | 10    | 16º  |
| 2014 | Formula 4 italiana   | Prema Powerteam     | 21   | 17       | 8    | 7   | 19   | 426†  | 1º†  |
| 2015 | Toyota Racing Series | M2 Competition      | 15   | 5        | 4    | 5   | 8    | 798   | 2º   |
| 2015 | F3 europea           | Prema Powerteam     | 22   | 0        | 0    | 0   | 0    | 53    | 15º  |
| 2015 | GP3 Series           | Campos Racing       | 2    | 0        | 0    | 0   | 0    | 0     | 25º  |

- * Stagione in corso
- † Prende punti solo nel Trofeo F4 italiano